# 미셸 트랙턴버그
미셸 크리스틴 트랙턴버그(영어: Michelle Christine Trachtenberg, 영어 발음: /mɪˈʃɛl kɹɪsˈtiːn ˈtræktənbɜːrɡ/, 1985년 10월 11일~2025년 2월 26일)는 미국의 배우, 모델이다. 드라마 《가십걸》의 조지나 스파크스 역으로 알려져 있다.

## 출연 작품
- 《가십걸》 - 조지나 스파크스 역
- 《17 어게인》 - 매기 오도넬 역
- 《시스터 시티즈》 - 달라스 역